# Escarcha (banda)
Escarcha fue un grupo femenino nacido del programa Popstars realizado por el Canal Caracol en Colombia, con el cual se buscaba a cinco jóvenes para integrar un grupo de pop. Actualmente el grupo está disuelto.
El grupo Escarcha, de Colombia, dio su primer y único concierto el 18 de octubre de 2002 que fue transmitido por Canal Caracol, y alcanzó un volumen de ventas de 20.000 copias de sus discos en su primer día y más de 70.000 en las tres primeras semanas en que salieron a la venta. Trabajaron con el respaldo de la cadena Caracol y de Sony. Sólo  grabaron dos CD, uno de ellos titulado Escarcha, con temas de compositores como Kike Santander y José Gaviria, entre otros. Desde la desintegración del grupo, 4 de sus 5 integrantes han emprendido proyectos en solitario, tanto en la música, como en la televisión colombiana.

## Integrantes
1. Laura Mayolo.
2. Isa Mosquera.
3. Vanessa Noriega.
4. Carolina Gaitán.
5. Natalia Bedoya.

## Discografía

### Escarcha
| Escarcha |                    |          |  |
| N.º      | Título             | Duración |  |
| 1.       | «Bum Bum»          |          |  |
| 2.       | «Son amores»       |          |  |
| 3.       | «Al Final»         |          |  |
| 4.       | «Ella y Yo»        |          |  |
| 5.       | «Es Por Ti»        |          |  |
| 6.       | «Ya No Quiero Más» |          |  |
| 7.       | «Quiero ser»       |          |  |
| 8.       | «La Oportunidad»   |          |  |
| 9.       | «Es Tarde Ya»      |          |  |
| 10.      | «Eres Tu»          |          |  |
| 11.      | «Jingle Popstars»  |          |  |

### Siempre hay algo más
| Siempre hay algo más |                        |          |  |
| N.º                  | Título                 | Duración |  |
| 1.                   | «Ven sin Miedo»        |          |  |
| 2.                   | «Nada que Perder»      |          |  |
| 3.                   | «Volver a Creer»       |          |  |
| 4.                   | «Yo llegare»           |          |  |
| 5.                   | «Todo lo que Quiero»   |          |  |
| 6.                   | «Solo Escucha mi Alma» |          |  |
| 7.                   | «Nada Parece Mejor»    |          |  |
| 8.                   | «Dime»                 |          |  |
| 9.                   | «Dame Más»             |          |  |
| 10.                  | «Déjate Llevar»        |          |  |
| 11.                  | «Solo Tú Amor»         |          |  |
| 12.                  | «Sé que hay algo más»  |          |  |
| 13.                  | «El Blues del Pájaro»  |          |  |

## Actualidad del grupo
Las 5 exintegrantes de este grupo, han comenzado varias carreras en solitario.
- Laura Mayolo empezó su carrera como solista lanzando su sencillo "Un Día a Lo Mejor" canción que tuvo éxito en el país. Es líder de la banda Mojito Lite y actualmente tiene un dueto musical llamado Laura y Juan, que fue formado junto con su esposo Juan Medina después de su divorcio temporal.

- Carolina Gaitan debutó como actriz en la novela del Canal Caracol Vuelo 1503 en el año 2005, luego en 2007 participó en la telenovela Zona Rosa del Canal RCN. En 2010 protagonizó la novela Gabriela, Giros Del Destino, del Canal Caracol, después estuvo en el elenco de la serie ISA TK+, del canal Nickelodeon. Fue protagonista de las novelas Sin Senos Sí Hay Paraíso y El Final Del Paraíso, ambas del canal Telemundo y en 2022 fue jurado del reality Factor X.

- Isa Katherine Mosquera debutó como presentadora en un programa institucional del canal Señal Colombia, luego participó en la novela Tres Milagros, del Canal RCN. Fue locutora de la emisora de radio Los 40 Principales y actualmente es corista del cantante Carlos Vives.

- Natalia Bedoya debutó como actriz antagónica en la novela de Telemundo La Mujer En El Espejo, después empezó su carrera musical encarnando un personaje llamado Emma Project, luego protagonizó la obra de teatro María Varilla. Actualmente se desempeña como cantante de Jazz y Blues en la banda Martini Blues.

- Vanessa Noriega en la actualidad está casada, y tuvo un hijo. Estuvo viviendo en Europa, continente donde estudió Finanzas. Se cree que estaría viviendo en Cartagena después de su estadía en Europa. Recientemente en una entrevista para la estación radial Blu Radio aseguró que después de participar en Popstars y de culminar sus estudios, se ha vinculado en el sector bancario.[1]